# Dom (группа)
Dom — образованная в Германии группа краут-рока с международным составом музыкантов.

## История
Группа Dom была образована в 1969 году в Дюссельдорфе, выходцами из Венгрии братьями Ласло и Габором Баксаи, выходцем из Польши Райнером Пузаловски и Хансом Йоргом Стопкой. Музыкальный стиль группы можно охарактеризовать как психоделический, акустический и космический рок с доминированием гитары, органа, флейты и перкуссии.
В 1970 году группа записала свой первый и единственный альбом Edge of Time, который сегодня относится к числу высших достижений краут-рока. Первоначально он был издан частным порядком, затем в 1972 году переиздан на лейбле Melocord. Группа просуществовала еще несколько лет, сделав ряд записей, но не выпустив больше ни одного альбома.
Альбом Edge of Time еще дважды переиздавался — в 1995 и 2001 годах. Версия альбома, выпущенная в 2001 году на CD фирмой грамзаписи Second Battle, содержала несколько бонус-треков, записанных в 1972 году, а также трек «Let Me Explain», записанный братьями Баксаи в 1998 году с более современной, электронной музыкой.

## Дискография
1970 — Edge of Time